# بورامبولا، نیو ساوت ولز
بورامبولا (به انگلیسی: Borambola) یک شهرک در استرالیا است که در نیو ساوت ولز واقع شده‌است.